# 马约里安
尤利乌斯·瓦勒里乌斯·马约里安努斯（拉丁語：Iulius Valerius Maiorianus，？—461年8月7日），西羅馬帝國的皇帝（在位457年至461年）。他在位期间，试图重振已经分崩离析的西罗马帝国，他也是最后一个在实际上还能统治一部分高卢和西班牙的西罗马皇帝。

## 早年生活
马约里安大约出生于公元420年，与他同名的外公是狄奥多西大帝手下一名将军，这位马约里安把自己的女儿许配给了一位名叫Donninus的官员，Donninus后来在高卢担任埃提乌斯手下的财政官员，由此，年轻的马约里安成为埃提乌斯的部下，立有不少战功。
当时埃提乌斯功高震主，几乎掌握西罗马帝国全部的军政大权。为了制约埃提乌斯，据说西罗马皇帝瓦伦丁尼安三世曾考虑把自己的女儿嫁于马约里安。或许这个缘由，造成了埃提乌斯将马约里安解职。454年，埃提乌斯被瓦伦丁尼安三世所杀，瓦伦丁尼安三世重新起用马约里安，以期望由他来安定高卢的局势，此后罗马政局突变，瓦伦丁尼安三世本人也被杀，继位的佩特罗尼乌斯·马克西穆斯在位不到三个月，来自迦太基的汪达尔军洗劫罗马城，佩特罗尼乌斯·马克西穆斯也被杀。高卢方面则推举出阿维图斯出任西罗马皇帝，虽然阿维图斯得到了各方面名义上的承认，但是除了西哥特王国外，他几乎没有什么支持者。

## 荣登帝位
456年，意大利的军队将领里西默迫使阿维图斯退位，西罗马的帝位空悬。马约里安因为与里西默关系良好，里西默便让他出任骑兵和步兵主将。当时一支阿勒曼尼人军队翻越阿尔卑斯山入侵意大利，马约里安率兵迎击，并且取得了胜利，由此获得的荣誉，导致里西默以及意大利的军队推举他为西罗马皇帝（457年4月）。另一边的东罗马起初并不情愿，但迁延了一段时间后还是承认了马约里安，这导致马约里安在此年的12月才正式登基。

## 重振帝国的努力
与后期西罗马的其他皇帝相比，马约里安算是一位“有为”的君主。即位之后，首先打败了一次汪达尔人对意大利的入侵(458年)。
此后他征集了一支主要由蛮族人组成的大军进入高卢，以解决因为意大利方面推翻了阿维图斯所造成的高卢对他和里西默统治的不满。马约里安的军队在高卢获得了一些胜利，在高卢北部的统治者埃吉迪乌斯的帮助下，使得西哥特王国承认了他的帝位，同时他也承认西哥特人在高卢既得的地位。在稳定了高卢和西班牙局势后，马约里安着手对付罗马的大敌——北非的汪达尔王国。
为了打败汪达尔王国，马约里安在西班牙苦心准备了一支海军。但是，460年，汪达尔军队向马约里安在西班牙的军港发动了一次奇袭，造成马约里安苦心经营的海军全军覆灭。这样，进攻北非的计划破灭了，马约里安不得已与汪达尔王国签署了一份“和平条约”。然后他起身返回罗马。

## 内政
除了在军事上，马约里安试图重振帝国外，他还积极在内政上试图进行改革。他发布了一些法律，以减轻人民的负担，免除长久拖欠的税款，同时，也禁止各级官员以任何借口向人民催缴债务。此外，他还试图恢复各行省的行政官员来收税，以及加强各城市中的自治机构等，以避免日益严重的官员们的贪污腐化。
马约里安另外一件值得一提的就是对罗马帝国古迹的保护，由于帝国日益衰败，几百年前兴建的许多宏伟建筑物很多已经沦为废墟，时常遭到拆除的命运。为了保护这些古迹，他颁布法律，对于没有经过审查的拆除古迹的行为治以重罪。
除此以外，马约里安还制定了一些有关婚姻的法律，以避免不合理的婚姻并提高人口数量。

## 退位和死亡
马约里安在征占高卢和西班牙时，里西默则守卫着意大利本土。马约里安制定的一些法律，侵害了当时西罗马帝国一些官员们自己的利益，造成了他们的不满，其中也包括将他拥立为帝的旧友里西默。加上对汪达尔战争的失利，使得马约里安本人的影响力一落千丈。
在西班牙的海军被汪达尔人击溃后，马约里安返回罗马，在里西默暗中指使下，461年8月7日发生了一次兵变，导致马约里安退位，五天后，马约里安被杀害。
里西默推举罗马元老利比乌斯·塞维鲁为帝，以期得到意大利传统罗马贵族们的支持，但是，高卢的埃吉迪乌斯和东罗马方面则拒不承认利比乌斯·塞维鲁。马约里安被杀直接导致了西罗马帝国进一步的分裂。
| 马约里安 出生于：420年逝世於：461年 | 马约里安 出生于：420年逝世於：461年 | 马约里安 出生于：420年逝世於：461年 |
| 統治者頭銜                          | 統治者頭銜                          | 統治者頭銜                          |
| ----------------------------------- | ----------------------------------- | ----------------------------------- |
| 前任者： 阿维图斯                   | 西羅馬帝國皇帝 457年–461年          | 繼任者： 利比烏斯·塞維魯            |

1. ↑   Edward Gibbon <羅馬帝國衰亡史(三)> 中文版 P324